# Olympische Sommerspiele 1968/Teilnehmer (Puerto Rico)
| Gelbes Symbol für Goldmedaillen mit stilisierten Olympischen Ringen | Graues Symbol für Silbermedaillen mit stilisierten Olympischen Ringen | Braundes Symbol für Bronzemedaillen mit stilisierten Olympischen Ringen |
| ------------------------------------------------------------------- | --------------------------------------------------------------------- | ----------------------------------------------------------------------- |
| —                                                                   | —                                                                     | —                                                                       |

Puerto Rico nahm an den Olympischen Sommerspielen 1968 in Mexiko-Stadt mit einer Delegation von 58 Athleten (54 Männer und 4 Frauen) an 54 Wettkämpfen in zehn Sportarten teil. Ein Medaillengewinn gelang keinem der Athleten.

## Teilnehmer nach Sportarten

### Basketball
- 9. Platz
Alberto Zamot
Adolfo Porrata
Mariano Ortíz
Bill McCadney
Joseph Hatton
Tomás Gutiérrez
Jaime Frontera
Raymond Dalmau
Teo Cruz
Francisco Córdova
Ángel Cancel
Rubén Adorno

Trainer: Lou Rossini

### Boxen
- Andres Torres
Bantamgewicht: in der 1. Runde ausgeschieden

- Reinaldo Mercado
Federgewicht: in der 1. Runde ausgeschieden

- Eugenio Febus
Leichtgewicht: in der 1. Runde ausgeschieden

- Adalberto Siebens
Halbweltergewicht: in der 1. Runde ausgeschieden

- Saulo Hernández
Mittelgewicht: in der 1. Runde ausgeschieden

- Jorge Clemente
Halbschwergewicht: im Achtelfinale ausgeschieden

### Fechten
Männer
- José Miguel Pérez
Florett: in der 1. Runde ausgeschieden
Degen: in der 1. Runde ausgeschieden

### Gewichtheben
- Fernando Báez
Bantamgewicht: 6. Platz

- Enrique Hernández
Federgewicht: 13. Platz

- Pedro Serrano
Federgewicht: 17. Platz

- Victor Ángel Pagán
Halbschwergewicht: 9. Platz

- José Manuel Figueroa
Halbschwergewicht: 20. Platz

- Fernando Torres
Mittelschwergewicht: 22. Platz

### Leichtathletik
Männer
- Jorge Vizcarrondo
100 m: im Vorlauf ausgeschieden

- Juan Franceschi
200 m: im Vorlauf ausgeschieden

- Carlos Báez
800 m: im Vorlauf ausgeschieden

- Willie Ríos
1500 m: im Vorlauf ausgeschieden

- Arnaldo Bristol
110 m Hürden: im Halbfinale ausgeschieden

- Héctor Serrate
Dreisprung: 33. Platz

### Radsport
- Edwin Torres
Bahn Sprint: in der 2. Runde ausgeschieden
Bahn 1000 m Zeitfahren: 20. Platz

### Schießen
- Fernando Miranda
Schnellfeuerpistole 25 m: 50. Platz

- José González
Freie Pistole 50 m: 63. Platz

- Miguel Barasorda
Freie Pistole 50 m: 69. Platz

- Ralph Rodríguez
Kleinkalibergewehr liegend 50 m: 47. Platz

- Alberto Santiago
Kleinkalibergewehr liegend 50 m: 70. Platz

- George Silvernail
Trap: 31. Platz

- Ángel Marchand
Trap: 53. Platz

- Rafael Batista
Skeet: 27. Platz

- Alberto Guerrero
Skeet: 45. Platz

### Schwimmen
Männer
- Gary Goodner
100 m Freistil: im Halbfinale ausgeschieden
200 m Freistil: im Vorlauf ausgeschieden
100 m Rücken: im Vorlauf ausgeschieden
100 m Schmetterling: im Halbfinale ausgeschieden
4-mal-100-Meter-Freistil-Staffel: im Vorlauf ausgeschieden
4-mal-200-Meter-Freistil-Staffel: im Vorlauf ausgeschieden
4-mal-100-Meter-Lagen-Staffel: im Vorlauf ausgeschieden

- José Ferraioli
100 m Freistil: im Vorlauf ausgeschieden
100 m Schmetterling: im Halbfinale ausgeschieden
200 m Schmetterling: im Vorlauf ausgeschieden
4-mal-100-Meter-Freistil-Staffel: im Vorlauf ausgeschieden
4-mal-200-Meter-Freistil-Staffel: im Vorlauf ausgeschieden
4-mal-100-Meter-Lagen-Staffel: im Vorlauf ausgeschieden

- Michael Goodner
100 m Freistil: im Vorlauf ausgeschieden
400 m Freistil: im Vorlauf ausgeschieden
4-mal-100-Meter-Freistil-Staffel: im Vorlauf ausgeschieden
4-mal-200-Meter-Freistil-Staffel: im Vorlauf ausgeschieden

- Jorge González
200 m Freistil: im Vorlauf ausgeschieden
400 m Freistil: im Vorlauf ausgeschieden
1500 m Freistil: im Vorlauf ausgeschieden
4-mal-100-Meter-Freistil-Staffel: im Vorlauf ausgeschieden
4-mal-200-Meter-Freistil-Staffel: im Vorlauf ausgeschieden
4-mal-100-Meter-Lagen-Staffel: im Vorlauf ausgeschieden

- Francisco Ramis
100 m Rücken: im Vorlauf ausgeschieden
200 m Rücken: im Vorlauf ausgeschieden
200 m Lagen: im Vorlauf ausgeschieden
400 m Lagen: im Vorlauf ausgeschieden
4-mal-100-Meter-Lagen-Staffel: im Vorlauf ausgeschieden

Frauen
- Lorna Blake
100 m Freistil: im Vorlauf ausgeschieden
200 m Freistil: im Vorlauf ausgeschieden
400 m Freistil: im Vorlauf ausgeschieden
4-mal-100-Meter-Lagen-Staffel: im Vorlauf ausgeschieden

- Ana Marcial
100 m Freistil: im Vorlauf ausgeschieden
100 m Schmetterling: im Vorlauf ausgeschieden
4-mal-100-Meter-Lagen-Staffel: im Vorlauf ausgeschieden

- Kristina Moir
100 m Freistil: im Vorlauf ausgeschieden
200 m Freistil: im Vorlauf ausgeschieden
400 m Freistil: im Vorlauf ausgeschieden
800 m Freistil: im Vorlauf ausgeschieden
200 m Schmetterling: im Vorlauf ausgeschieden
200 m Lagen: im Vorlauf ausgeschieden
4-mal-100-Meter-Lagen-Staffel: im Vorlauf ausgeschieden

- Liana Vicens
100 m Brust: im Vorlauf ausgeschieden
200 m Brust: im Vorlauf ausgeschieden
200 m Lagen: im Vorlauf ausgeschieden
4-mal-100-Meter-Lagen-Staffel: im Vorlauf ausgeschieden

### Segeln
- Garry Hoyt
Finn-Dinghy: 10. Platz

- Juan Torruella, Sr.
Flying Dutchman: 28. Platz

- Radamés Torruella
Flying Dutchman: 28. Platz

- Lee Gentil
5,5-m-R-Klasse: 14. Platz

- Hovey Freeman
5,5-m-R-Klasse: 14. Platz

- James Fairbank
5,5-m-R-Klasse: 14. Platz

### Wasserspringen
Männer
- Jerry Anderson
3 m Kunstspringen: 27. Platz
10 m Turmspringen: 34. Platz

- Héctor Bas
3 m Kunstspringen: 28. Platz
10 m Turmspringen: 35. Platz